# Bielany (obwód smoleński)
Bielany (ros. Беляны) – wieś (ros. деревня, trb. dieriewnia) w zachodniej Rosji, w osiedlu wiejskim Zaborjewskoje rejonu diemidowskiego w obwodzie smoleńskim.

## Geografia
Miejscowość położona jest nad rzeką Połowka, 2 km od drogi regionalnej 66N-0513 (66N-0508 – Szugajłowo – Saki), 3 km od drogi regionalnej 66N-0508 (Zaborje – 66N-0506/Anosinki), 6,5 km od centrum administracyjnego osiedla wiejskiego (Zaborje), 22 km od centrum administracyjnego rejonu (Diemidow), 81,5 km od stolicy obwodu (Smoleńsk), 38 km od granicy z Białorusią.

## Demografia
W 2010 r. miejscowości nikt nie zamieszkiwał.

## Historia
W czasie II wojny światowej od lipca 1941 roku wieś była okupowana przez hitlerowców. Wyzwolenie nastąpiło we wrześniu 1943 roku.
Na mocy uchwały z dnia 28 maja 2015 roku wszystkie miejscowości (w tym Bielany) zlikwidowanej jednostki administracyjnej Bakłanowskoje weszły w skład osiedla wiejskiego Zaborjewskoje.